# パッション・アンド・ウォーフェア
『パッション・アンド・ウォーフェア』（Passion and Warfare）は、スティーヴ・ヴァイが1990年に発表したスタジオ・アルバム。収録曲は全曲ともインストゥルメンタル（ただし、一部の楽曲には話し声などが含まれている）。
ヴァイがホワイトスネイクのツアーに参加していた頃にリリースされた。ホワイトスネイクの公演でも本作収録曲「フォー・ザ・ラヴ・オブ・ゴッド」「ジ・オーディエンス・イズ・リスニング」が演奏されており、1990年に開催されたモンスターズ・オブ・ロックでの演奏は、ホワイトスネイクのライヴ・アルバムおよび映像作品『ライヴ・アット・ドニントン 1990』に収録されている。

## 反響・評価
ヴァイの母国アメリカでは、ヴァイのソロ・アルバムとしては初めてBillboard 200でチャート・インを果たし、最高18位に達して、1990年8月にはゴールドディスクに認定された。また、収録曲「アイ・ウド・ラヴ・トゥ」は、『ビルボード』誌のメインストリーム・ロック・チャートで38位に達した。全英アルバムチャートでは最高8位に達し、合計10週トップ100圏内にとどまった。
アメリカの音楽雑誌『Guitar World』が2008年に選出した「100 Greatest Guitar Solos」では、本作収録曲「フォー・ザ・ラヴ・オブ・ゴッド」が29位にランク・インした。

## 収録曲
全曲ともスティーヴ・ヴァイ作曲。
1. リバティ - Liberty - 2:03
2. エロティック・ナイトメアーズ - Erotic Nightmares - 4:15
3. ジ・アニマル - The Animal - 4:01
4. アンサーズ - Answers - 2:56
5. ザ・リドル - The Riddle - 6:25
6. バレリーナ 12/24 - Ballerina 12/24 - 1:43
7. フォー・ザ・ラヴ・オブ・ゴッド - For the Love of God - 6:04
8. ジ・オーディエンス・イズ・リスニング - The Audience Is Listening - 5:29
9. アイ・ウド・ラヴ・トゥ - I Would Love To - 3:41
10. ブルー・パウダー - Blue Powder - 4:44
11. グレイジー・キッズ・スタッフ - Greasy Kid's Stuff - 2:58
12. アリエン・ウォーター・キッス - Alien Water Kiss - 1:10
13. シスターズ - Sisters - 4:07
14. ラヴ・シークレッツ - Love Secrets - 3:41

## 他メディアでの使用例
- 「フォー・ザ・ラヴ・オブ・ゴッド」は、2008年に音楽ゲーム『ギターヒーロー3 レジェンド オブ ロック』のボーナス・コンテンツ「The Guitar Virtuoso Track Pack」で使用された[12]。

## 参加ミュージシャン
- スティーヴ・ヴァイ - ギター、ベース、キーボード
- スチュアート・ハム - ベース(on 2. 3. 4. 5. 7. 10. 13.)
- クリス・フレイジャー - ドラムス(on 1. 2. 3. 4. 5. 8. 10. 11. 13.)
- トリス・インボーデン - ドラムス(on 7. 9.)
- デイヴ・ローゼンサル - キーボード(on 2. 9. 13.)
- ピア・ヴァイ - キーボード(on 4.)
- ボブ・ハリス - キーボード(on 10.)
- Nancy Fagan - ボーカル&ヒステリア(on 8.)
- Jamie Firlotte - ボーイ・ボーカル(on 8.)